# دریاچه آهرو
دریاچه آهرو (انگلیسی: Aheru Lake) یک دریاچه در شهرستان والگا، استونی است که ۲۳۴ هکتار وسعت و ۷٬۹۵۶٬۰۰۰ متر مکعب آب ذخیره شده دارد.